# Itako
Itako (jap. 潮来市 Itako-shi) – miasto w Japonii, w prefekturze Ibaraki, we wschodniej części wyspy Honsiu. Ma powierzchnię 71,40 km². W 2020 r. mieszkały w nim 27 624 osoby, w 10 768 gospodarstwach domowych  (w 2010 r. 30 558 osób, w 10 382 gospodarstwach domowych).

## Położenie
Miasto leży w południowej części prefektury nad jeziorem Kasumigaura. Leży w odległości około 60 km od Tokio. Graniczy z miastami:
- Kamisu
- Kashima
- Inashiki
- Namegata
- Katori (z Prefektury Chiba)

## Historia
1 kwietnia 1889 roku, wraz z wdrożeniem przepisów miejskich, powstała miejscowość Itako. 11 lutego 1955 roku miejscowość powiększyła się o teren wiosek Tsuji, Nobukata i Ōhara. 1 kwietnia 2001 roku, w wyniku połączenia z miejscowością Ushibori, Itako zdobyło status miasta.

## Populacja
Zmiany w populacji terenu miasta w latach 1950–2020: